# Ілава (гміна)
Гмі́на Іла́ва (пол. Gmina Iława) — сільська гміна у північній Польщі. Належить до Ілавського повіту Вармінсько-Мазурського воєводства.
Станом на 31 грудня 2011 у гміні проживало 12756 осіб.

## Територія
Згідно з даними за 2007 рік площа гміни становила 423.55 км², у тому числі:
- орні землі: 42.00 %
- ліси: 42.00 %

Таким чином, площа гміни становить 30.58 % площі повіту.

## Населення
Станом на 31 грудня 2011:
| Опис     | Загалом | Загалом | Чоловіки | Чоловіки | Жінки | Жінки |
| -------- | ------- | ------- | -------- | -------- | ----- | ----- |
| одиниця  | осіб    | %       | осіб     | %        | осіб  | %     |
| все      | 12756   | 100     | 6459     | 50.63    | 6297  | 49.37 |
| міське   | 0       | 100     | 0        |          | 0     |       |
| сільське | 12756   | 100     | 6459     | 50.63    | 6297  | 49.37 |

## Сусідні гміни
Гміна Ілава межує з такими гмінами: Біскупець, Залево, Ілава, Кіселіце, Любава, Міломлин, Нове-Място-Любавське, Оструда, Суш.